# میه‌چیسواف استور
میه‌چیسواف استور (لهستانی: Mieczysław Stoor؛ تلفظ لهستانی: [mʲɛtʂɨˈswaf]؛ ۵ سپتامبر ۱۹۲۹ – ۵ اکتبر ۱۹۷۳) بازیگر اهل لهستان بود.
از فیلم‌ها یا برنامه‌های تلویزیونی که وی در آن نقش داشته‌است، می‌توان به چگونه جنگ جهانی دوم را آغاز کردم، نخستین روز آزادی، شوالیه‌های تتونیک، مجروح در جنگل، قماری بالاتر از زندگی،چشم‌انداز بعد از نبرد و عروسی اشاره کرد.